# Kraj Basków

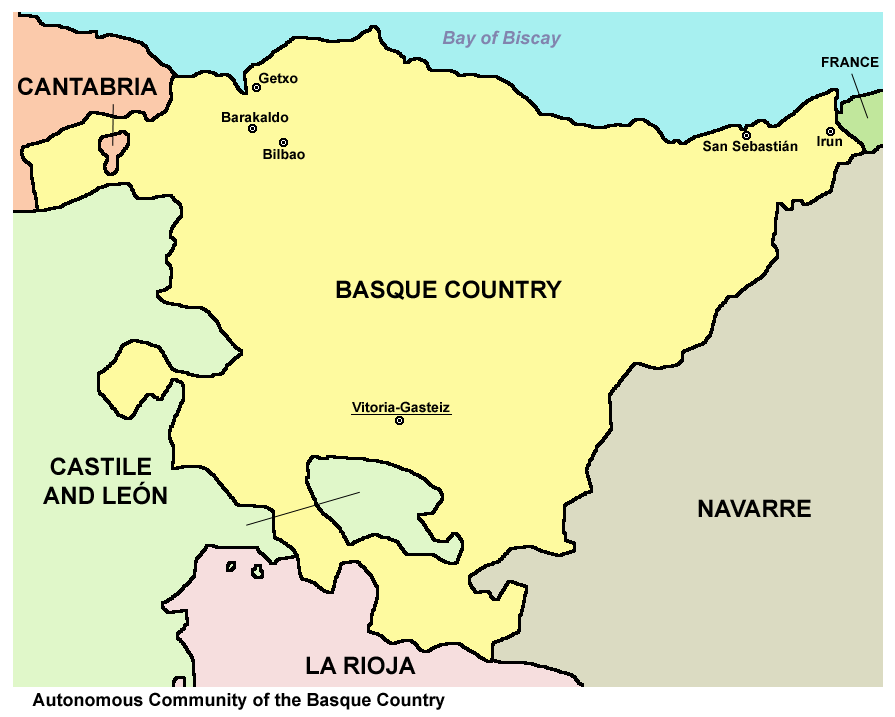

Kraj Basków (dawniej także: Baskonia; bask. Euskadi, Euskal Herria, hiszp. País Vasco; nazwa oficjalna: Euskal Autonomia Erkidegoa – Comunidad Autónoma Vasca) – wspólnota autonomiczna w północnej Hiszpanii, położona nad Zatoką Biskajską. Tworzą ją prowincje: Gipuzkoa, Biskaja i Araba/Álava. Zajmuje ona powierzchnię 7,3 tys. km². W roku 2001 zamieszkiwało ją w sumie około 2,1 mln ludzi. Najwięcej Basków mieszka w prowincjach Biskaja i Gipuzkoa. Stolicą wspólnoty jest Vitoria-Gasteiz, a największym miastem jest Bilbao. Od zachodu graniczy z Kantabrią i Kastylią i Leonem, od południa z La Rioją i od wschodu z Nawarrą i Francją.

## Historia
Nacjonalizm Basków, skierowany przeciwko Hiszpanii, zrodził się w okolicach końca XIX wieku. Jego twórcą był Sabino Arana, założyciel Narodowej Partii Baskijskiej (PNV). Swobody Euskadi były stopniowo odbierane, najpierw w związku z powstaniem monarchii absolutnej, a następnie liberalnej. Baskowie udzielili poparcia sprawie karlistowskiej. W latach 1834–1839 opowiadali się za tradycją wiązaną z wolnością przeciwko liberalizmowi.
W połowie XX wieku nastrój mieszkańców Kraju Basków zaczął się gwałtownie zmieniać. W trakcie rządów Francisco Franco naród zaczął uświadamiać sobie swoją odrębność kulturową. Tym samym wzmocniło się także przywiązanie do tradycji. W tym samym czasie Franco zaczął ograniczać zwyczaje oraz używanie języka i symboliki Basków. Zwiększyło to opór mieszkańców.
31 lipca 1959 roku powstała ETA, której członkowie domagali się niepodległości Kraju Basków. Swój cel chcieli osiągnąć dzięki akcjom terrorystycznym. W pierwszych latach istnienia były one wymierzone głównie w reżim i aparat państwowy. Po śmierci Franco w Hiszpanii wprowadzono dziedziczną monarchię parlamentarną. Nowa władza zezwoliła Baskom na publiczne eksponowanie symboli narodowych oraz pielęgnowanie ich kultury. W referendum z 25 października 1979 94,6% mieszkańców Euskadi opowiedziało się za autonomicznością państwa. Baskowie otrzymali autonomię na mocy Statutu Baskonii, nazywanego także Statutem z Guerniki, uchwalonego 18 grudnia 1979.

## Mieszkańcy Euskadi
Baskowie sami siebie nazywają Euskaldunami. Ta od stosunkowo niedawna używana nazwa określa osobę mówiącą po baskijsku (euskarsku). Została wprowadzona przez łacińskich autorów i według niektórych pochodzi od Waskonów, czyli plemienia niegdyś zamieszkującego tereny współczesnej prowincji Nawarra.

## Status prawny

Lauburu – symbol kraju Basków.

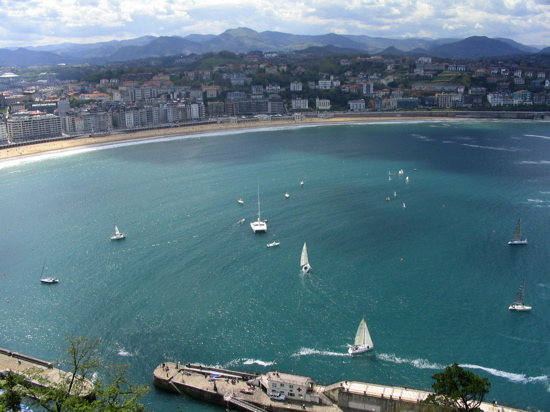
Miasto San Sebastián w prowincji Gipuzkoa

Ustrój Kraju Basków regulują: konstytucja Hiszpanii z 1978 roku oraz Statut Autonomiczny Kraju Basków uchwalony przez Kortezy Generalne 22 grudnia 1979 roku, zwany Statutem z Guerniki.
Konstytucja przewiduje podział Hiszpanii na prowincje, które mogą jednak łączyć się tworząc wspólnoty autonomiczne. Uprawnienie to zostało wykorzystane przez wszystkie prowincje hiszpańskie. Jedną ze wspólnot autonomicznych jest właśnie Kraj Basków, który składa się z trzech prowincji.
Z punktu widzenia konstytucji, wspólnoty autonomiczne zamieszkiwane w dużym stopniu przez mniejszości językowe i narodowościowe nie mają statusu innego niż wspólnoty autonomiczne zamieszkiwane przez ludność hiszpańskojęzyczną. Kraj Basków ma więc podobny status co Andaluzja. Jedyna różnica wynika z historii – Kraj Basków ma (tak jak Nawarra) statut wspólnoty prawa lokalnego (comunidad foral), jako że wyjątkowo w tych regionach prawa lokalne (fueros) nie zostały nigdy zlikwidowane (w prowincjach Gipuzkoa i Biskaja zniósł je dopiero gen. Franco w odwecie za poparcie ludności dla republiki). Dzięki temu Kraj Basków był uprawniony do natychmiastowego ogłoszenia szerszej autonomii oraz posiada uprawnienie do negocjacji budżetowych z rządem hiszpańskim.
Konstytucja nie przewiduje prawa wspólnot autonomicznych do secesji.

### Statut Autonomiczny Kraju Basków
Statut z Guerniki określa Basków jako „autonomiczną społeczność w ramach państwa hiszpańskiego”. Obszar wspólnoty stanowią tzw. terytoria historyczne: Araba, Gipuzkoa i Biskaja, do których może dołączyć Nawarra, gdyby jej mieszkańcy tak zadecydowali (Nawarra utworzyła jednak odrębną wspólnotę autonomiczną). Językiem urzędowym obok hiszpańskiego został baskijski. Pozostaje to w pełnej zgodności z konstytucją, która dopuszcza istnienie innych języków urzędowych niż państwowy (hiszpański), o ile wspólnoty tak postanowią.
Władza sprawowana jest za pośrednictwem parlamentu (bask. Eusko Legebiltzarra, hiszp. Parlamento Vasco), który składa się z 75 posłów wybieranych na czteroletnią kadencję. Reprezentują oni w równej liczbie trzy prowincje.
Władzę wykonawczą sprawuje rząd (bask. Eusko Jaurlaritza, hiszp. Gobierno Vasco), któremu przewodniczy prezydent (lehendakari) wybierany przez parlament. Prezydent stanowi najwyższą władzę wspólnoty (bask. lehendakaritza, hiszp. presidencia).
Istotną kwestią rozstrzygniętą w statucie są kompetencje finansowe wspólnoty. Jako wspólnota prawa lokalnego, wspólnie z rządem hiszpańskim wypracowuje ona tzw. umowę ekonomiczną (hiszp. Concierto Económico), która określa udział każdej ze stron w wydatkach i podatkach. Wspólnota jest zobowiązana przekazywać część swoich dochodów do budżetu centralnego, by partycypować w kosztach tzw. funkcji ekskluzywnych państwa. W ich zakres wchodzą konstytucyjnie wymienione czynności zastrzeżone tylko dla państwa: utrzymywanie stosunków międzynarodowych, obrona i sądownictwo. W kasie wspólnoty pozostają natomiast dochody podatkowe z tytułu: podatku od osób fizycznych, wartości dodanej, a także od wagi i ciężaru.

## Lehendakari (prezydenci Kraju Basków)
- Na uchodźstwie (od 1937)
  - 1936–1960: José Antonio Aguirre (PNV)
  - 1960–1979: Jesús María de Leizaola (PNV)
- Wspólnota autonomiczna
  - 1980–1985: Carlos Garaikoetxea (PNV)
  - 1985–1999: José Antonio Ardanza (PNV)
  - 1999–2009: Juan José Ibarretxe (PNV)
  - 2009–2012: Patxi López (PSE)
  - 2012-2024: Iñigo Urkullu Rentería (PNV)
  - 2024 - obecnie: Imanol Pradales

## Języki
W Kraju Basków od wieków mówi się dwoma językami: hiszpańskim i Euskera (baskijskim), z czego oba pochodzą z tego regionu, ponieważ pierwszy z nich pojawił się na rozległym obszarze, który obejmował terytoria na zachód od obecnej Álavy i Biskai. Euskera, w przeciwieństwie do innych współczesnych języków hiszpańskich, nie pochodzi z łaciny i nie należy do rodziny indoeuropejskiej.
Hiszpański jest językiem najczęściej używanym w gospodarstwach domowych w Kraju Basków: w 2001 r. w domu posługiwało się nim 83,0% ludności, podczas gdy baskijski był językiem, którym posługiwało się 11,8%, a 5,2% używało obu tych języków jednakowo w domu. Odsetek ten jest różny w poszczególnych prowincjach, przy czym Gipuzkoa jest regionem, w którym mówi się najczęściej w języku baskijskim, a Alava, w którym mówi się najmniej.

## Gastronomia
Gastronomia Kraju Basków cieszy się dużym prestiżem zarówno w Hiszpanii, jak i za granicą. Zdaniem renomowanego brytyjskiego wydawnictwa William Reed, które przyznaje nagrodę San Pellegrino, w swoim rankingu z 2007 roku, dwie z 10 najlepszych restauracji na świecie znajdują się w tym regionie (Mugaritz i Arzak), co czyni Kraj Basków najbardziej prestiżowym regionem kulinarnym na świecie.
W latach 70. kilku szefów kuchni z Kraju Basków, w tym Juan Mari Arzak i Pedro Subijana, przeprowadziło gastronomiczną rewolucję, przenosząc do Hiszpanii zasady tzw. francuskiej nouvelle cuisine. Pierwszą hiszpańską restauracją, która otrzymała 3 gwiazdki w Przewodniku Michelin była Zalacaín, restauracja o wpływach baskijskich, choć mieszcząca się w Madrycie. Obecnie Kraj Basków, wraz z Katalonią, jest regionem hiszpańskim o największej liczbie gwiazdek w Przewodniku Michelin, stanowiąc cel podróży dla dużej liczby podróżników gastronomicznych, zarówno krajowych, jak i zagranicznych. Cztery restauracje mają 3 gwiazdki, najwyższe możliwe wyróżnienie: Juan Mari Arzak (z restauracji Arzak), Martín Berasategui (z restauracji Berasategui), Pedro Subijana (szef kuchni w Akelarre) i Eneko Atxa (z restauracji Azurmendi).
Innym z najwybitniejszych szefów kuchni jest Karlos Arguiñano, twórca programów kulinarnych w hiszpańskiej telewizji, cieszący się ogromną popularnością.
Typowe są txokos, czyli towarzystwa gastronomiczne, które oferują swoim partnerom i gościom możliwość delektowania się wysokiej jakości daniami. Wywodzi się to z początku XIX wieku, kiedy chciano upodobnić się do Brytyjczyków. Polega to na spotykaniu się, gotowaniu, jedzeniu, śpiewaniu "bilbainadas" lub innych pieśni i graniu w karty, po czym wychodzi się na Chiquiteo w starych obszarach miasta, aby pić i jeść więcej pintxos.
Pintxos są bardzo popularną i cenioną specjalnością, podobnie jak wszelkie przetwory z dorsza czy kokotxas, które są jednymi z najpopularniejszych specjałów kuchni baskijskiej. Najpopularniejsze regionalne dania baskijskie to porrusalda, pisto a la bilbaína, marmitako, a przede wszystkim bacalao al pil pil, czyli opracowanie gulaszu rybnego, któremu towarzyszy galaretowata emulsja z oliwy i czosnku. Ogromna różnorodność przepisów na dorsza, które istnieją w Kraju Basków, wynika z pierwszej wojny karlistowskiej, kiedy to Bilbao było oblężone przez wiele tygodni bez żadnego innego pożywienia poza dorszem i ewentualnymi dodatkami. Inne baskijskie przysmaki to talo, ser Idiazábal, fasola pochas, Tolosa chuletón, Angulas a la bilbaína, pastel de cabracho czy piperrada. Znane desery to pastel vasco, cuajada, leche frita i tostadas de crema. Najpopularniejsze napoje w kraju to txakoli, cydr oraz wino z Rioja Alavesa.

## Szlaki pielgrzymkowe
Szlak Trzech Świątyń Ziemi Ignacjańskiej (Ruta de los Tres Templos de Tierra Ignaciana) to trasa łącząca trzy najważniejsze sanktuaria katolickie Kraju Basków, biegnąca przez prowincję Gipuzkoa. Szlak oznaczany jest symbolem GR-286. Rozpoczyna się w Donostia-San Sebastián, stolicy prowincji Gipuzkoa. Pierwszą stacją jest Sanktuarium Loyola, położone między miejscowościami Azpeitia i Azkotia. Drugą pustelnia Santa María (la Antigua) w miejscowości Zumarraga. Trzecią i ostatnią – sanktuarium Arantzazu w Oñati.
Camino Ignaciano to szlak pielgrzymkowy wytyczony drogą, jaką przeszedł po swoim nawróceniu św. Ignacy Loyola od swego domu w Loyola do sanktuarium Matki Bożej na Montserrat, a następnie do Manresy. Na terenie Kraju Basków przebiega przez prowincje Gipuzkoa i Álava. Szlak oznaczany jest symbolem GR-120.
Camino de Santiago to najważniejszy szlak pielgrzymkowy na ziemiach hiszpańskich, prowadzący do grobu św. Jakuba Większego, Apostoła w Santiago de Compostela. Przez Kraj Basków przechodzą dwa warianty tego szlaku: północny (Camino del Norte/Camino de Santiago de la Costa) oraz Droga Bajońska (Vía de Bayona/Camino de Santiago Vasco Interior). Oba warianty należą do tzw. dróg północnych Camino de Santiago.